# Castell de Privà
Castell de Privà és un castell del poble de Vilanova de la Sal, al municipi de les Avellanes i Santa Linya (Noguera) inclòs a l'Inventari del Patrimoni Arquitectònic de Catalunya.
Les restes del castell i l'església de Santa Margarida de Privà es troben en un turó, dominant el barranc de la Ribera, única via de comunicació des del riu Noguera Pallaresa cap a Vilanova de la Sal. Aquesta vila, que avui dia és una entitat de població de Les Avellanes i Santa Linya, s'originà en el poble medieval de Privà, fundat a mig segle xii pel comte d'Urgell. Al segle xiv fou Vilanova de Privà i, posteriorment, degut a les salines del terme, es denominà Vilanova de la Sal.

## Història
La primera notícia que es coneix del castell de Privà és de l'any 1085, en què el comte Ermengol IV cedeix als esposos Brocard Guillem i Caritat el puig de Privà, reservant-se part del delme per a obres del castell. El 1093 el comte Ermengol V feu donació a Santa Maria de Solsona de l'església de Privà. El mateix any Guillem Brocard cedia a l'esmentada canònica el castell de Privà. El 1155 el castell consta que es troba sota la guarda de castlans de la canònica de Solsona. Al segle xiv el castell de Privà s'incorporà al marquesat de Camarasa.

## Arquitectura

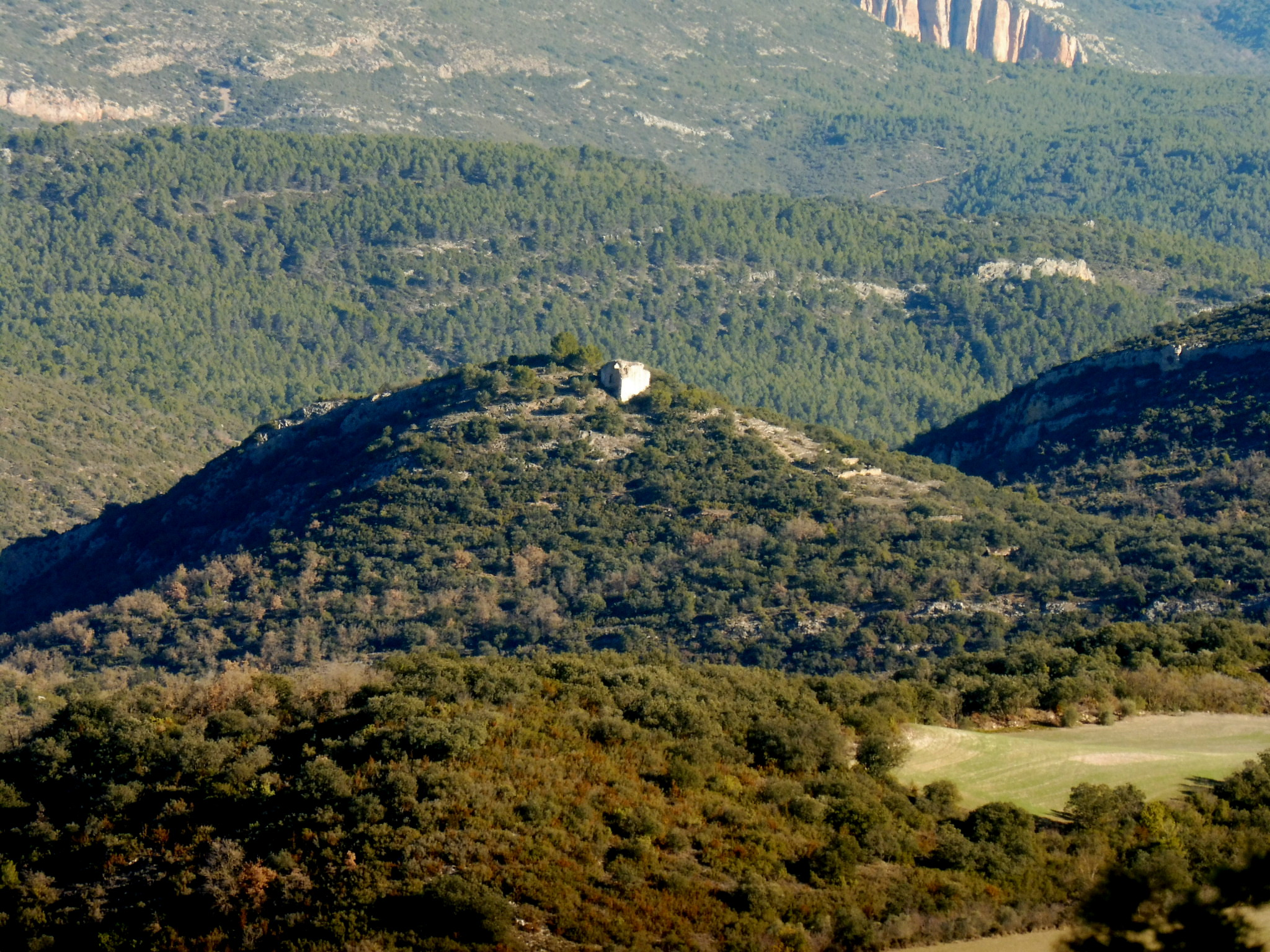
El turó del castell des de l'ermita de Sant Miquel

Es conserven escasses restes visibles del castell de Privà, a causa principalment de dos factors; l'espessa vegetació de la zona que fa difícil distingir els elements constructius i l'acció humana que ha saquejat els murs i ha reaprofitat els carreus per abancalar sobretot el vessant oest. Sembla que el castell es trobava perfectament adaptat a la topografia allargada del sector septentrional del turó i es van construir defenses en aquest sentit, com en el vessant oest. La cara de llevant deuria tenir també muralla, doncs, defensivament, és la part més feble. Es conserven restes de la muralla a la cara oest fins a una alçada d'entre 1,20 i 1,60 m; és feta de maçoneria irregular de pedra calcària i argamassa de guix i calç. Sembla que es pot afirmar l'existència d'habitacions rectangulars adossades a la muralla de la cara oest. Al centre del turó destaca una estructura que per l'arrebossat que presenta podria tractar-se d'una cisterna. El material ceràmic que s'ha trobat fins ara per tota la superfície indica una ocupació feudal durant els segles xiii i XIV. Una intervenció arqueològica podria donar dades referents a les cites documentals del segle xi.